# Schill-Denkmal (Stralsund)

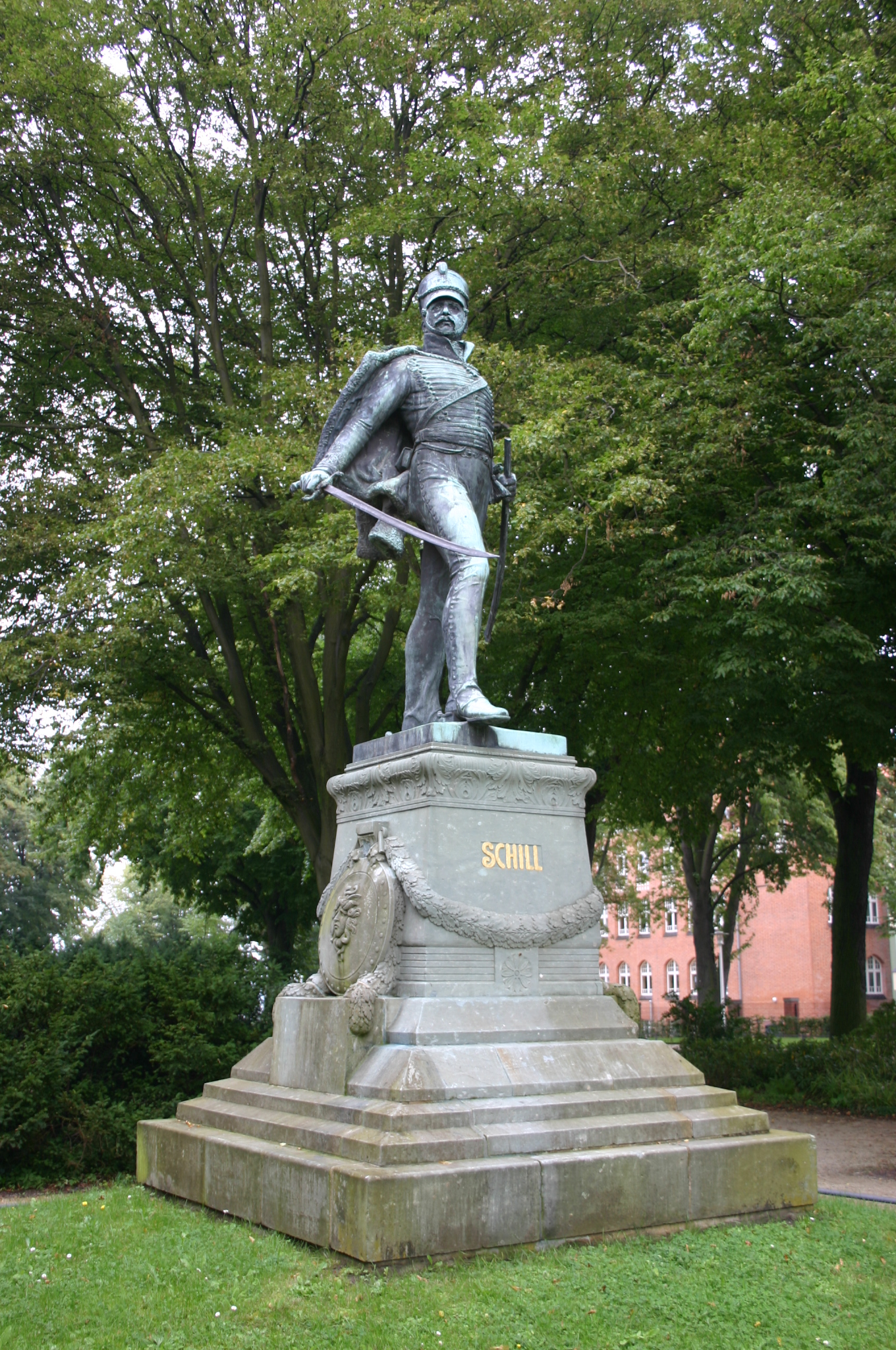
Das Schill-Denkmal (2007)

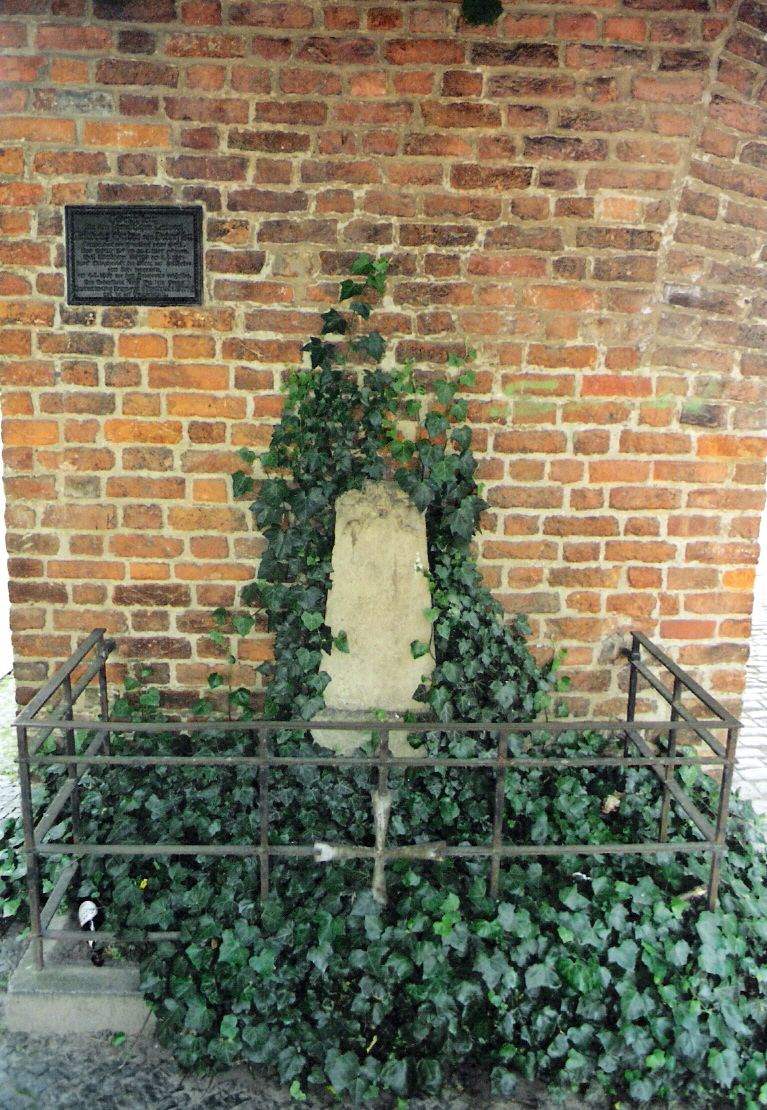
Gedenkstein und -platte am Kniepertor (2005)

Das Schill-Denkmal in Stralsund erinnert an den preußischen Offizier Ferdinand von Schill, der als Freikorpsführer (Schillsches Freikorps 1806/1807 und Schillsche Jäger) bekannt wurde; er starb bei Kämpfen in Stralsund. Das Denkmal wurde im Jahr 1909 eingeweiht.
Die Erinnerung an Schill wird in Stralsund auch durch weitere Gedenktafeln sowie die Benennung einer Straße und Schule bewahrt.

## Schill-Denkmal in den Schill-Anlagen
Ein von Bürgern der Stadt Stralsund gegründetes Komitee, das vom Ersten Bürgermeister Ernst Gronow initiiert wurde und sich am 24. Mai 1905 erstmals im Hotel „Zum Goldenen Löwen“ am Alter Markt zusammenfand, startete einen Aufruf, für ein Denkmal zu spenden. Im März 1908 waren 10.000 Mark an Spenden eingegangen; die Kosten waren etwa auf das Doppelte veranschlagt. In der Folge fanden einige Veranstaltungen statt, auf denen weiter Spenden eingeworben wurden. Vom Wertheim-Kaufhaus wurden 500 Mark und vom Tietz-Kaufhaus 300 Mark gespendet. Die Stadt gab nochmals 3000 Mark dazu und stellte zudem einen Platz am damaligen „Warmbad“ bereit.
Aus den eingereichten Vorschlägen wurde das Modell von Hans Weddo von Glümer ausgewählt. Die bronzene Statue wurde am 27. Mai 1909 auf den Sockel gestellt.
Auf der zum Knieperteich gerichteten Vorderseite des Sockels steht in goldenen Majuskeln
Auf der zum Strelasund gerichteten Rückseite des Sockels ist eine Tafel angebracht, die folgende Inschrift (in Majuskeln) trägt:

## Weitere Denkmale für Schill in Stralsund

### Gedenkplatte in der Fährstraße

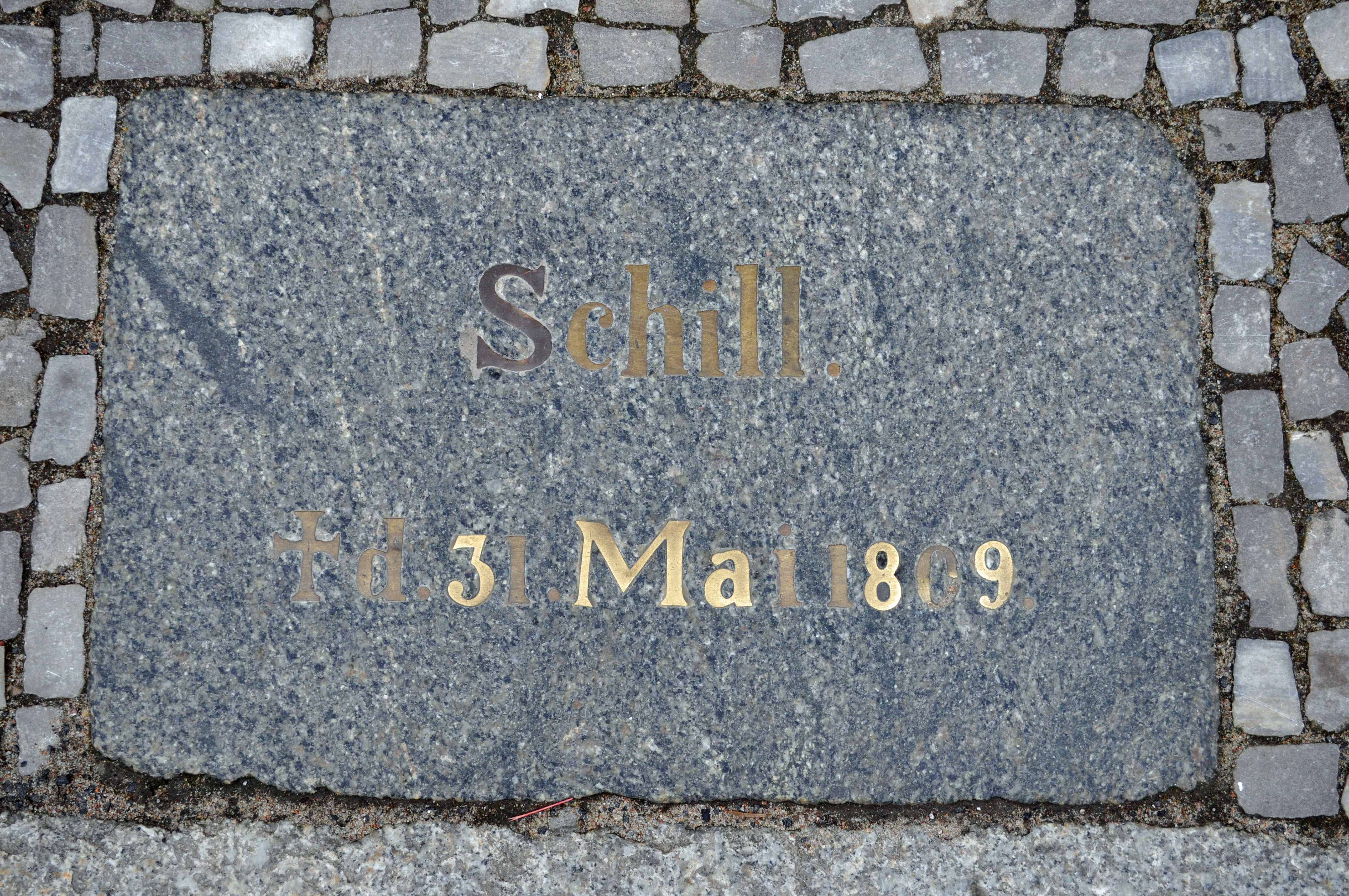
Gedenkplatte in der Fährstraße (2012)

In der Fährstraße wurde in der Nacht vom 30. auf den 31. Mai 1835 heimlich eine Gedenkplatte in den Bürgersteig vor dem Haus Nr. 21 eingelassen. An dieser Stelle war Ferdinand von Schill beim Kampf mit den Franzosen tödlich getroffen worden.
Die steinerne Platte trägt in goldenen Lettern folgende Inschrift:
Die Gedenkplatte ist in die Liste der Baudenkmale in Stralsund mit der Nummer 172 eingetragen.

### Schills Grab auf dem St.-Jürgen-Friedhof
Schills kopfloser Leichnam wurde am 2. Juni 1809 auf dem Stralsunder St.-Jürgen-Friedhof an unbekannter Stelle verscharrt. Der Kopf war dem König Jerome geschickt worden. In der Nacht des 18. Oktober 1838 legten Stralsunder Bürger eine gusseiserne Gedenkplatte an der vermuteten Grabstelle ab.
Die Grabplatte trägt die (im Original lateinischen, aus Vergils „Aeneis“ stammenden) Inschrift:
Großes gewollt zu haben ist groß. Er sank hin durch das Schicksal. Am Gestade liegt der mächtige Rumpf. Ward entrafft auch das Haupt, ist doch der Körper nicht namenlos.

### Gedenktafel am Neuen Markt
An einem Haus am Neuen Markt, in dem Ferdinand von Schill die letzten Tage seines Lebens verbracht hatte, wurde am 28. Mai 1936 eine Gedenktafel angebracht.
Sie trägt die Inschrift:

### Gedenkstein und -tafel am Kniepertor

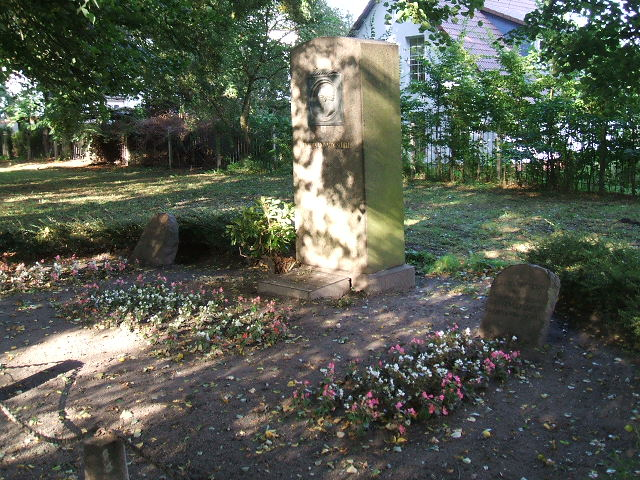
Grabstelle Ferdinand von Schill (2006)

Ein schwedischer Mitkämpfer Schills, Friedrich Gustav von Petersson, geriet in Gefangenschaft und wurde am 4. Juni 1809 vor dem Kniepertor erschossen. Daran erinnern eine Gedenktafel und ein Gedenkstein. Den Gedenkstein stiftete Peterssons Freund, der Landrentmeister und Königlich-Schwedische Kammerrat Ehrenfried von Storch. Der Stein stand zuerst im Garten des Kampischen Hofes, der ehemaligen Dienstwohnung von Storchs. Er wechselte in der Folge des Öfteren seinen Standort. Im Juni 1932 wurde er in den Garten des heutigen Kulturhistorischen Museums umgesetzt und 1933 auf Vorschlag des Stralsunder Verkehrsvereins an seine heutige Stelle am Kniepertor.